# Psycho Killer (livro)
Psycho Killer é um mash up do primeiro volume da série, Gossip Girl, em edição reescrita e ampliada pela autora. Assim como no enredo original, Serena volta disposta a retomar sua amizade com Blair. Mas as coisas já não são as mesmas desde que Nate se colocou entre elas, a solução pode passar pelos instintos homicidas que tomam conta do livro. Ziegesar disse que as cenas são muito mais divertidas e atrapalhadas do que assustadoras: "Minha mãe achou reconfortante ver essa gente toda morrendo", explicou a autora em entrevista para a revista americana Entertainment Weekly.

## Sinopse
Assim como na história original, Serena retorna do internato na esperança de fazer as pazes com sua melhor amiga Blair Waldorf, as coisas não têm sido as mesmas desde que Nate Archibald veio entre elas. Serena decide que a única maneira de ela fazer as coisas certas com Blair é eliminar Nate, o que significa matá-lo. Sua tentativa de assassinato não passa despercebida por Blair, no entanto, que não vai deixar Serena matar quem ela quiser não quando Cyrus Rose, Chuck Bass, Titi Coates e todo mundo que já irritou Blair se livrar primeiro.